# Небоженко Володимир Павлович
Небоженко Володимир Павлович (нар. 6 травня 1941 року в с. Богданівка Васильківського району Дніпропетровської області) — скульптор, заслужений художник України. Працює у галузі станкової та монументальної скульптури.

## Біографія
Народився у селі Богданівка Васильківського району Дніпропетровської області.
Дитинство пройшло на хуторі Преображенка того ж району, потім — у селищі Покровське Покровського району.
1959 року закінчив ТУ-4 за фахом тесляр-столяр. Художню освіту здобував у 1959-1966 рр. у Дніпропетровському державному художньому училищі ім. Є. В. Вучетича скульптурне відділення. Викладачі: Костянтин Чеканьов, Олександр Ситник, Надія Скалецька. У 1966-72 рр. навчався у Київському державному художньому інституті (нині Національна академія образотворчого мистецтва і архітектури), скульптурний факультет. Майстерня професора, народного художника СРСР Василя Бородая. Асистент — Валерій Шевцов.

## Творчість
З 1968 року учасник всесоюзних, республіканських, обласних художніх виставок.
У 1973 році — персональна виставка творів у м. Дніпропетровську.
З 1974 року — член Спілки художників СРСР.

## Нагороди
- 1975 рік — Лауреат обласної премії ім. Г. І. Петровського.
- 1989 рік — звання «Заслужений художник України» — за пам'ятник воїнам 152-ї стрілецької дивізії, м. Дніпро.
- 2000 року — звання «Народний художник України» за пам'ятник молодому Тарасу Шевченку, встановлений у м. Дніпрі навпроти театру, що носить ім'я Шевченка.
- 2002 рік — пам'ятна медаль «За заслуги перед містом».
- почесний громадянин Дніпра[1]

Твори зберігаються:
- Міністерство культури України;
- Дирекція виставок національної спілки художників України;
- Дніпропетровський художній музей;
- Дніпропетровський національний історичний музей ім. Д. І. Яворницького;
- Національний музей Тараса Шевченка;
- приватні колекції України та зарубіжжя.

## Перелік творів
- Бригадир теслярів Пилип Пентило (1974. Гіпс тонований. 45х40х33)
- Ветеран Другої світової війни, учасник битви за Дніпро на Бородаєвському плацдармі Семен Аржевський (1974. Гіпс тонований. 48х25х27)